# Gregers Gjersøe
Gregers Gjersøe (født 23. februar 1957 i Søborg) er en dansk polarfarer, pilot, forfatter og foredragsholder, som er mest kendt for at gå som den ene af de to første danskere på ski til Sydpolen. Han gik sammen med sin ven Kristian Joos.
Gjersøe er uddannet trafikpilot og har siden 1986 været ansat som pilot i SAS. Han tilbragte også omkring 1 år på Thule Air Base.
I 1999 krydsede han Grønland fra vest til øst, sammen med sine to venner Kalle Kronholm og Kristian Joos på 45 dage inspireret af Fridtjof Nansens bog, Skiing Across Greenland, hvor de simulerede Nansens tur ved at krydse landet far Søndre Strømfjord i vest til Isotorq i øst
I 2000–2001 gennemført Gjersøe og Joos en rejse tværs over Antarktis fra Hercules Inlet uden hjælp udfra, der varede 56 dage. De nåede sydpolen den 13. januar 2001, og blev dermed de første to danskere der har nået sydpolen uden hjælp.
Gregers Gjersøe bor med sin familie og tre børn i København, Danmark